# Stefan Lanka
Stefan Lanka es un virólogo y biólogo alemán, nacido en Langenargen. Estudió en la Universidad de Coblenza y realizó el aislamiento del virus Ectocarpus silicosus a partir de algas marinas. A pesar de su limitada experiencia en virología (sólo ha publicado tres artículos sobre virus en algas marrones), se ha convertido en un conocido negacionista del VIH. Participó en el Juicio de Gotinga, donde Gunther Eckert fue juzgado y sentenciado a seis años y medio de prisión por distribuir sangre contaminada con el virus del sida. Entre otras opiniones, afirma también que la vacunación es un método no válido para combatir los patógenos invasores en el organismo. Asimismo, niega que la gripe esté causada por un virus.
Trabaja en la organización pseudocientífica Klein Klein Aktion, en Alemania, dedicada a la promoción de la desacreditada Nueva Medicina Germánica de Ryke Geerd Hamer. Sus hipótesis no son consideradas seriamente por la comunidad científica y nunca ha publicado un estudio para avalar sus hipótesis.

## Publicaciones
- Coat protein of the Ectocarpus siliculosus virus. Klein M, Lanka ST, Knippers R, Müller DG. in Virology. Enero de 1995 10;206(1):520-6

- Single-stranded regions in the genome of the Ectocarpus siliculosus virus. Klein M, Lanka S, Müller D, Knippers R. in Virology. Agosto de 1994 1;202(2):1076-8

- Genome structure of a virus infecting the marine brown alga Ectocarpus siliculosus. Lanka ST, Klein M, Ramsperger U, Müller DG, Knippers R. in Virology. Abril de 1993 193(2):802-11